# Tubo de Nixie

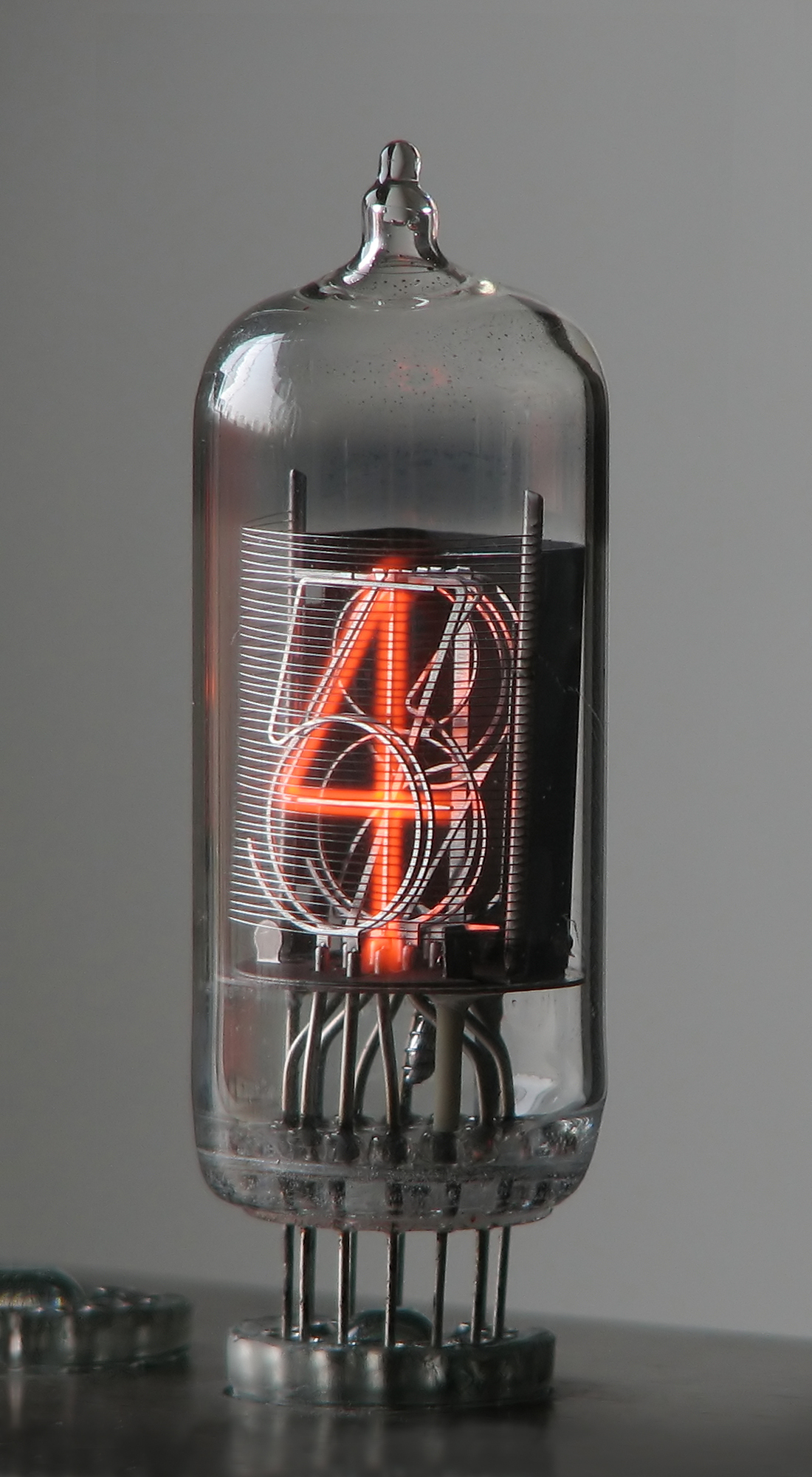
Um Tubo de Nixie.

Tubo de Nixie é um dispositivo eletrônico para exibição de numerais ou outra informação. O tubo de vidro contém um anodo em forma de malha de fio e múltiplos catodos em formato de numerais ou outros símbolos. A aplicação de energia em um catodo o cerca com uma descarga de brilho laranja. O tubo é preenchido com um gás a baixa pressão, quase sempre neon e às vezes um pouco de mercúrio ou argônio.